# Kamenica (żupania varażdińska)
Kamenica – wieś w Chorwacji, w żupanii varażdińskiej, w mieście Lepoglava. W 2011 roku liczyła 141 mieszkańców.